# Вулиця Новопречистенська (Черкаси)
Вулиця Новопречи́стенська — вулиця у Черкасах в Україні. 

## Розташування
Вулиця починається від вулиці Сергія Амброса, повертає на південний захід і так простягається до кінця, перетинаючи бульвар Шевченка та впираючись у вулицю Гетьмана Сагайдачного.

## Опис
Вулиця неширока, асфальтована. До вулиці Нарбутівської - праворуч та до вулиці Надпільної, що знаходиться ліворуч, забудована багатоповерхівками, далі — приватний сектор.

## Походження назви
Вперше вулиця згадується у 1883 році і відома як Вередовська, пізніше була перейменована на Лисаківську. З 1893 року, має назву Новопречистенської, що була утвердженаа протягом 23-х років, а з 1916 року — назва спрощується до Пречистенської, яка проіснувала в історичних згадках лише одне десятиріччя. В 1926 році вулиця названа на честь українського діяча Блакитного, а перед війною в 1941 році — Папаніна. Під час німецької окупації 1941—1943 років наіменувалась на честь відомого драматурга Карпенка-Карого. Потім, до 1957 року, носила довоєнну назву, а з 1957 по 2016 рік була оголошена вулецею на честь російського та українського гідрографа — Георгія Сєдова, яка проіснувала 60 років. 14 січня 2016 року вулиці було повернуто сучасну назву, яку вона отримала від храму Різдва Пресвятої Богородиці, у простомові – Нової Пречистої (стара Пречиста знаходилась на розі Шевченка і Пастерівської). 